# Paul Eckert
Paul Eckert (* 9. September 1990) ist ein deutscher Freestyle-Skier. Er startet in der Disziplin Skicross.

## Werdegang
Eckert, der für den WSV Samerberg startet und bei der Bundespolizei arbeitet, begann seine Sportkarriere als alpiner Skirennläufer. Dabei trat er von 2005 bis 2006 bei FIS-Rennen an. Zum Skicross kam er durch Zufall, als ihn ein Teamkollege, der nicht alleine starten wollte, zum Mitmachen überredete. Sein erstes Skicross-Europacuprennen absolvierte Eckert am 21. Dezember 2008 in Grasgehren und beendete es auf dem 47. Platz. Im Weltcup debütierte er am 14. März 2009 in Meiringen-Hasliberg und fuhr dabei auf den 64. Platz. Im Januar 2011 erreichte er in Grasgehren mit dem neunten Platz seine erste Top-Zehn-Platzierung im Weltcup. Bei den Weltmeisterschaften 2011 in Deer Valley fuhr er auf Platz 20.
In der Saison 2014/15 kam Eckert bei elf Weltcupteilnahmen siebenmal unter die ersten Zehn. Dabei erreichte er mit jeweils Platz drei in Åre und Megève seine ersten Podestplatzierungen im Weltcup und errang damit den vierten Platz im Skicross-Weltcup. Beim Saisonhöhepunkt, den Weltmeisterschaften 2015 am Kreischberg, wurde er Vierter. In der folgenden Saison 2015/16 gelangen ihn im Weltcup zwei Top-Zehn-Ergebnisse, darunter Platz zwei im Phoenix Snow Park; damit belegte er den 16. Platz im Skicross-Weltcup. Bei den Weltmeisterschaften 2017 in der Sierra Nevada fuhr er auf den 23. Platz. Am 20. Januar 2018 gelang ihm im Skigebiet Nakiska sein erster Weltcupsieg.
Eckert nahm bisher an 85 Weltcuprennen teil und belegte dabei 16-mal eine Platzierung unter den ersten zehn. (Stand: 7. Februar 2018)

## Erfolge

### Olympische Spiele
- Pyeongchang 2018: 18. Skicross

### Weltmeisterschaften
- Deer Valley 2011: 20. Skicross
- Kreischberg 2015: 4. Skicross
- Sierra Nevada 2017: 23. Skicross

### Weltcupsiege
Eckert errang im Weltcup bisher 4 Podestplätze, davon 1 Sieg:
| Datum           | Ort     | Land   |
| --------------- | ------- | ------ |
| 20. Januar 2018 | Nakiska | Kanada |

### Weltcupwertungen
| Saison  | Gesamt | Gesamt | Skicross | Skicross |
| Saison  | Platz  | Punkte | Platz    | Punkte   |
| ------- | ------ | ------ | -------- | -------- |
| 2010/11 | 95.    | 8      | 30.      | 83       |
| 2011/12 | 130.   | 6      | 35.      | 55       |
| 2012/13 | 188.   | 4      | 37.      | 41       |
| 2013/14 | 147.   | 7      | 33.      | 77       |
| 2014/15 | 18.    | 33     | 4.       | 365      |
| 2015/16 | 75.    | 18,08  | 16.      | 217      |
| 2016/17 | 123.   | 10,57  | 26.      | 148      |

### Weitere Erfolge
- 1 Podestplatz im Europacup